# Grylloblatta

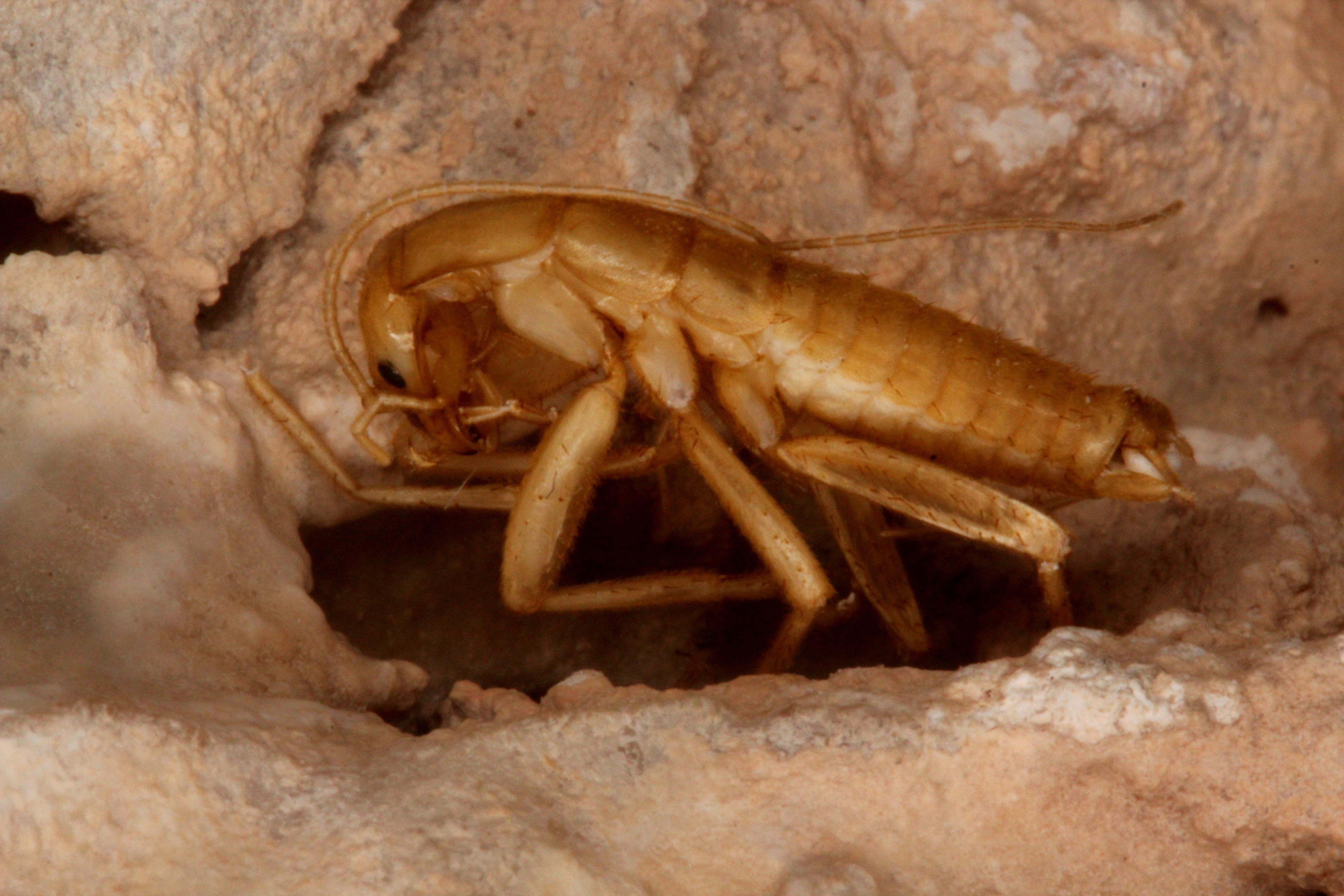
Grylloblatta oregonensis

Grylloblatta es un género de insectos del orden Notoptera del suborden Grylloblattodea. Tiene 15 especies, incluyendo Grylloblatta chirurgica.

## Especies
- Grylloblatta barberi Caudell, 1924 i c g
- Grylloblatta bifratrilecta Gurney, 1953 i c g b
- Grylloblatta campodeiformis E. M. Walker, 1914 i c g b
- Grylloblatta chandleri Kamp, 1963 i c g
- Grylloblatta chintimini Marshall & Lytle, 2015 i c g b
- Grylloblatta chirurgica Gurney, 1961 i c g b
- Grylloblatta gurneyi Kamp, 1963 i c g
- Grylloblatta marmoreus Schoville, 2012 i c g
- Grylloblatta newberryensis Marshall and Lytle, 2015 i c g
- Grylloblatta oregonensis Schoville, 2012 i c g
- Grylloblatta rothi Gurney, 1953 i c g
- Grylloblatta scudderi Kamp, 1979 i c g
- Grylloblatta sculleni Gurney, 1937 i c g
- Grylloblatta siskiyouensis Schoville, 2012 i c g
- Grylloblatta washoa Gurney, 1961 i c g

Fuentes: i = ITIS, c = Catalogue of Life, g = GBIF, b = Bugguide.net